# Staffan Tapper
Staffan Tapper (né le 10 juillet 1948 à Malmö en Suède) est un joueur de football international suédois, qui évoluait au poste de milieu de terrain.
Son père, Börje, était également footballeur.

## Biographie

### Carrière en club
Avec le club de Malmö FF, il atteint la finale de la Coupe d'Europe des clubs champions en 1979. Il dispute un total de 19 matchs en Coupe d'Europe des clubs champions.

### Carrière en sélection
Avec l'équipe de Suède, il joue 35 matchs (pour 3 buts inscrits) entre 1971 et 1978. 
Il joue son premier match en équipe nationale le 12 mars 1971 contre l'équipe d'Israël et son dernier le 7 juin 1978 contre l'Autriche.
Il figure dans le groupe des sélectionnés lors des Coupes du monde de 1974 et de 1978. Il joue cinq matchs lors du mondial 1974 puis deux lors du mondial 1978.

## Palmarès
Malmö FF
| - Championnat de Suède (5) : - Champion : 1970, 1971, 1974, 1975 et 1977. - Vice-champion : 1968, 1969, 1976 et 1978. - Coupe de Suède (4) : - Vainqueur : 1972-73, 1973-74, 1974-75 et 1977-78. - Finaliste : 1970-71. |  | - Coupe des clubs champions : - Finaliste : 1978-79. - Coupe intercontinentale : - Finaliste : 1979. |